# Unidades habitacionais
Unidade habitacional é nome dado a cada apartamento de uma construção com fins hoteleiros, mas também aplicável a edifícios residenciais. Na indústria hoteleira, o número de unidades habitacionais é um dos principais indicadores do tamanho de um hotel ou flat.
O Regulamento dos Meios de Hospedagem, da EMBRATUR, define unidade habitacional (UH) como o espaço destinado à utilização pelo hóspede, para seu bem-estar, higiene e repouso, caracterizando dois tipos de UH's: Apartamento com, no mínimo, quarto de dormir de uso exclusivo do hóspede, com local apropriado para guarda de roupas e objetos pessoais, servido de banheiro privativo. Suíte, constituída de apartamento, acrescido de sala de estar”.

## Ver Também
- Leito
- Meios de hospedagem
- Turismo
- Arquitetura